# Anywhere I Lay My Head
Anywhere I Lay My Head je debutové studiové album americké herečky a zpěvačky Scarlett Johansson, vydané v roce 2008 u Atco Records. Album produkoval David Andrew Sitek. Jako host se zde objevil například i David Bowie. Album obsahuje předělané skladby Toma Waitse.

## Seznam skladeb
| Pořadí         | Název                       | Autor            | Původní album Toma Waitse             | Délka |
| -------------- | --------------------------- | ---------------- | ------------------------------------- | ----- |
| 1.             | Fawn                        | Waits, Brennan   | Alice                                 | 2:32  |
| 2.             | Town with No Cheer          | Waits            | Swordfishtrombones                    | 5:03  |
| 3.             | Falling Down                | Waits            | Big Time                              | 4:55  |
| 4.             | Anywhere I Lay My Head      | Waits            | Rain Dogs                             | 3:38  |
| 5.             | Fannin Street               | Waits, Brennan   | Orphans: Brawlers, Bawlers & Bastards | 5:06  |
| 6.             | Song for Jo                 | Johansson, Sitek | není skladba Toma Waitse              | 4:09  |
| 7.             | Green Grass                 | Waits, Brennan   | Real Gone                             | 3:33  |
| 8.             | I Wish I Was in New Orleans | Waits            | Small Change                          | 3:59  |
| 9.             | I Don't Wanna Grow Up       | Waits, Brennan   | Bone Machine                          | 4:11  |
| 10.            | No One Knows I'm Gone       | Waits, Brennan   | Alice                                 | 2:57  |
| 11.            | Who Are You                 | Waits, Brennan   | Bone Machine                          | 4:49  |
| Celková délka: | Celková délka:              | Celková délka:   | Celková délka:                        | 44:52 |